# Quick
För olika betydelser av quick, qvick eller kvick, se Kvick.
Quick, nederländsk tillverkare av sportutrustning
Quick grundades 1905. Quick hade en storhetsperiod under 1970-talet då bland annat Ralf Edström och Torbjörn Nilsson spelade i Quicks fotbollsskor. Företaget gick i konkurs 1992 men återstartades 2001-2002.  Idag återlanseras Quick med design från 1970-talet storhetstid, bland annat lanserar man sportskor (sneakers). 